# Helmut Nier
Helmut Nier (* 24. November 1919 in Dresden; † 26. Juli 2002 in Stahnsdorf) war ein deutscher Komponist.

## Leben
Helmut Nier startete 1938 seine Musikkarriere als Orchestermusiker in Radebeul. Er war einer der Mitbegründer des Verbandes der Komponisten und Musikwissenschaftler der DDR. Über einen gewonnenen Komponistenwettbewerb erhielt Nier die Möglichkeit, für den 1957 erschienenen Kriminalfilm Spur in die Nacht die Musik zu komponieren. Damit etablierte er sich als Filmkomponist und komponierte in den Folgejahren rund 200 Filmmusiken für Kino-, Fernseh- und Dokumentarfilme, darunter Das Märchenschloß, Schwarze Panther und Die Gerechten von Kummerow. Besondere Bekanntheit erreichten seine Kompositionen für die Serie Zur See sowie den Mehrteiler Krupp und Krause.
Parallel zur Filmmusik schrieb und komponierte Nier auch Lieder und Musicals. Unter anderem wurde 1969 sein Musical Sieg der Musen im Metropol-Theater in Berlin uraufgeführt. Er arbeitete mit Textdichtern wie Willy Schüller, Helmut Kießling und Johannes Kretzschmar zusammen. Für seine künstlerischen Erfolge wurde er 1984 mit dem Theodor-Körner-Preis ausgezeichnet.
Nach der Deutschen Wiedervereinigung arbeitete Nier als freier Komponist. Im Jahr 2002 verstarb er nach schwerer Krankheit im Alter von 82 Jahren in Stahnsdorf, wo er seit den 1960er-Jahren aufgrund der Nähe zu den Filmstudios in Babelsberg gelebt hatte.

## Filmografie (Auswahl)
- 1957: Spur in die Nacht
- 1959: SAS 181 antwortet nicht
- 1959: Im Sonderauftrag
- 1959: Maibowle
- 1960: Silvesterpunsch
- 1961: Das Märchenschloß
- 1961: Septemberliebe
- 1962: Ach, du fröhliche …
- 1962: Tanz am Sonnabend – Mord?
- 1963: Die Glatzkopfbande
- 1963: Reserviert für den Tod
- 1963: Lucie und der Angler von Paris (Fernsehfilm)
- 1964: Schwarzer Samt
- 1966: Schwarze Panther
- 1966: Irrlicht und Feuer (Fernsehfilm, Zweiteiler)
- 1968: Heroin
- 1970: Der Mörder sitzt im Wembley-Stadion
- 1970: Fisch zu viert (Fernsehfilm)
- 1971: KLK an PTX – Die Rote Kapelle
- 1972: Die Bilder des Zeugen Schattmann
- 1973: Eva und Adam (TV-Vierteiler)
- 1974: Das Geheimnis des Ödipus
- 1974: Die Frauen der Wardins (Fernseh-Dreiteiler)
- 1974: Polizeiruf 110: Fehlrechnung
- 1974: Visa für Ocantros
- 1974–1977: Zur See (Fernsehserie, neun Folgen)
- 1975: Im Schlaraffenland
- 1975: Kriminalfälle ohne Beispiel: Mord im Märkischen Viertel (Fernsehreihe)
- 1977: Polizeiruf 110: Des Alleinseins müde
- 1980: Oben geblieben ist noch keiner
- 1982: Benno macht Geschichten
- 1982: Das Ende eines Mäzens
- 1982: Die Gerechten von Kummerow
- 1985: Irrläufer
- 1989: Die ehrbaren Fünf (Fernsehfilm)